# Х.Б. Яссін
Х. Б. Яссін (індонез. HB Jassin, 31 липня 1917, Горонтало, Голландська Ост-Індія — 11 березня 2000, Джакарта) — індонезійський письменник і літературознавець. Повне ім'я (індонез. Hans Bague Jassin).

## Біографія
Закінчив початкову голландську школу для тубільців у Горонтало (1932) і середню школу для тубільців в Медані, куди переїхала його сім'я. Після закінчення школи в 1939 р. повернувся у Горонтало, де працював в адміністрації регента. Переїхавши в Джакарту в 1940 р. влаштувався на роботу редактором у видавництво «Балей Пустака», де пропрацював до 1947 р. Під час японської окупації написав і опублікував кілька віршів і оповідань у журналі «Велика Азія», який підтримувався японцями. У 1953-1957 рр. навчався в Університеті Індонезія, потім два роки в Єльському університеті, де вивчав порівняльне літературознавство. Повернувшись на батьківщину, став викладати в Університеті Індонезія, але в 1964 р. був звільнений за підписання Маніфесту культури (17 серпня 1963, який містив вимогу свободи творчості і культури поза політикою), забороненого 8 травня 1964 р. Був також редактором журналу «Састра». У 1966 році разом з Мохтаром Лубісом заснував журнал «Хорісон», який пізніше очолив Тауфік Ісмаїл.
У 1965 р. після військового перевороту повернувся на викладацьку роботу до університету. У 1971 році був засуджений до одного року тюремного ув'язнення умовно за звинуваченням у тому, що опублікував в журналі твір автора, що ображає Іслам, і відмовився розкрити його справжнє ім'я. В 1973 р. був поновлений на роботі в Університеті Індонезія. У 1976 р. створив Літературний архів, який сам і очолив. У 1978 р. неодноразово викликався до суду у зв'язку з неортодоксальним (поетичним) перекладом «Корану» індонезійською мовою. Похований на кладовищі героїв Калібата.

## Творчість
Автор оповідань реалістичного напряму та кількох антологій з літератури Індонезії («Ехо батьківщини», 1948; «Покоління-66. Проза та поезія», 1968, та ін), а також літературознавчих книг («Сучасна література Індонезії в критиці та есе» в 4-х томах, 1954-1967; «Хайріл Анвар — лідер «Покоління-45», 1956; "Амір Хамзах — поет-лідер «Пуджангга Бару», 1962; «Коран і індонезійська література», 1994. Один з перших дослідників творчості Хаіріла Анвара і Аміра Хамзаха. Відомі також його переклади: «Нічний політ» Сент-Екзюпері (1949), «Макс Хавелаар» Мультатулі (1972), «Коран» (1978), «Бесіди» Еразма Роттердамського, 1988 та ін. Великий колекціонер книг, збирач фольклорних творів і стародавніх рукописів.

## Родина
Батько Bague Mantu Jassin — співробітник Батавської нафтової компанії, мати Habibah Jau. 5 братів і сестер. Був одружений три рази. Першою дружиною була вдова Tientje van Buren, другою — Arsiti (померла в 1962), третьою — Yuliko Willem. Четверо дітей (двоє від другого і двоє від третього шлюбу).

## Погляди
Індонезійський поет Гаджус Сіагіан називав Х. Б. Яссіна «Батьком індонезійської літератури», а президент Індонезії Абдуррахман Вахід — «літературним гігантом».